# Landover (Maryland)
Pour les articles homonymes, voir Landover.
Landover est une zone non incorporée et census-designated place du comté de Prince George, dans le Maryland, aux États-Unis. Elle se trouve dans la banlieue de la capitale fédérale, Washington.
Elle abrite notamment :
- Beall's Pleasure (en), résidence d'été de Benjamin Stoddert, inscrite au Registre national des lieux historiques ;
- la Ridgley Methodist Episcopal Church (en), inscrite au National Register of Historic Places ;
- le FedEx Field, stade de football américain.

Elle abritait par le passé :
- le Landover Mall (en), centre commercial fermé en 2002 et détruit en 2006 ;
- le Capital Centre, salle omnisports détruite en 2002.